# 20631 Стіфуллер
20631 Стіфуллер (20631 Stefuller) — астероїд головного поясу, відкритий 2 жовтня 1999 року.
Тіссеранів параметр щодо Юпітера — 3,539.